# 북위 52도
북위 52도는 적도에서 북쪽으로 52도 떨어진 위선이다. 유럽, 아시아, 태평양, 북아메리카, 대서양을 지난다.
이 위도에서 일조 시간이 하지점일 때는 16시간 44분, 동지점일 때는 7시간 45분이다。
캐나다에서는 퀘벡주와 뉴펀들랜드 래브라도주 경계의 일부는 북위 52도로 보통 인식되고 있지만 퀘벡주는 그것보다 북쪽의 영역의 잠재적 영유권을 가지고 있다.

## 지나가는 지역
본초 자오선에서 동쪽으로 북위 52도는 다음 지역을 지난다.
| 좌표                                                    | 나라, 지역, 해역 | 주석 |
| ------------------------------------------------------- | ---------------- | --- |
| 북위 52° 0′ 동경 0° 0′  / 북위 52.000° 동경 0.000°      | 영국             | 잉글랜드 |
| 북위 52° 0′ 동경 1° 25′  / 북위 52.000° 동경 1.417°     | 북해             | |
| 북위 52° 0′ 동경 4° 8′  / 북위 52.000° 동경 4.133°      | 네덜란드         | 자위트홀란트주 위트레흐트주 헬데를란트주                                                                                 |
| 북위 52° 0′ 동경 6° 48′  / 북위 52.000° 동경 6.800°     | 독일             | 노르트라인베스트팔렌주 니더작센주 작센안할트주 브란덴부르크주                                                            |
| 북위 52° 0′ 동경 14° 43′  / 북위 52.000° 동경 14.717°   | 폴란드           | |
| 북위 52° 0′ 동경 23° 42′  / 북위 52.000° 동경 23.700°   | 벨라루스         | |
| 북위 52° 0′ 동경 30° 54′  / 북위 52.000° 동경 30.900°   | 우크라이나       | |
| 북위 52° 0′ 동경 34° 6′  / 북위 52.000° 동경 34.100°    | 러시아           | |
| 북위 52° 0′ 동경 60° 9′  / 북위 52.000° 동경 60.150°    | 카자흐스탄       | |
| 북위 52° 0′ 동경 79° 7′  / 북위 52.000° 동경 79.117°    | 러시아           | |
| 북위 52° 0′ 동경 98° 49′  / 북위 52.000° 동경 98.817°   | 몽골             | |
| 북위 52° 0′ 동경 99° 17′  / 북위 52.000° 동경 99.283°   | 러시아           | 바이칼호를 지난다. |
| 북위 52° 0′ 동경 120° 42′  / 북위 52.000° 동경 120.700° | 중화인민공화국   | 내몽골 자치구 헤이룽장성                                                                                                 |
| 북위 52° 0′ 동경 126° 27′  / 북위 52.000° 동경 126.450° | 러시아           | |
| 북위 52° 0′ 동경 141° 20′  / 북위 52.000° 동경 141.333° | 타타르 해협      | |
| 북위 52° 0′ 동경 141° 40′  / 북위 52.000° 동경 141.667° | 러시아           | 사할린섬 - 사할린주 |
| 북위 52° 0′ 동경 143° 10′  / 북위 52.000° 동경 143.167° | 오호츠크해       | |
| 북위 52° 0′ 동경 156° 29′  / 북위 52.000° 동경 156.483° | 러시아           | 캄차카반도 |
| 북위 52° 0′ 동경 158° 17′  / 북위 52.000° 동경 158.283° | 태평양           | |
| 북위 52° 0′ 동경 177° 30′  / 북위 52.000° 동경 177.500° | 미국             | 알래스카주 - 키스카섬 |
| 북위 52° 0′ 동경 177° 33′  / 북위 52.000° 동경 177.550° | 베링해           | |
| 북위 52° 0′ 동경 178° 6′  / 북위 52.000° 동경 178.100°  | 미국             | 알래스카주 - 세굴라섬 |
| 북위 52° 0′ 동경 178° 11′  / 북위 52.000° 동경 178.183° | 베링해           | 미국 알래스카주 크보스토프섬, 다비도프섬, 리틀 싯킨섬의 북쪽을 지난다.                                                   |
| 북위 52° 0′ 동경 179° 34′  / 북위 52.000° 동경 179.567° | 미국             | 알래스카주 - 세미소포크노이섬                                                                                            |
| 북위 52° 0′ 동경 179° 43′  / 북위 52.000° 동경 179.717° | 베링해           | 미국 알래스카주 타나가섬, 카나가섬의 북쪽을 지난다.                                                                      |
| 북위 52° 0′ 서경 176° 35′  / 북위 52.000° 서경 176.583° | 미국             | 알래스카주 - 에이댁섬 |
| 북위 52° 0′ 서경 176° 33′  / 북위 52.000° 서경 176.550° | 베링해           | |
| 북위 52° 0′ 서경 176° 9′  / 북위 52.000° 서경 176.150°  | 미국             | 알래스카주 - 그레이트 싯킨섬                                                                                             |
| 북위 52° 0′ 서경 176° 3′  / 북위 52.000° 서경 176.050°  | 베링해           | 미국 알래스카주 이짓킨섬, 타할락섬, 오글로닥섬의 북쪽을 지난다.                                                          |
| 북위 52° 0′ 서경 175° 22′  / 북위 52.000° 서경 175.367° | 태평양           | 미국 알래스카주 애트카섬, 암리아섬의 남쪽을 지난다.                                                                      |
| 북위 52° 0′ 서경 131° 6′  / 북위 52.000° 서경 131.100°  | 캐나다           | 브리티시컬럼비아주 - 쿤키트섬                                                                                            |
| 북위 52° 0′ 서경 131° 2′  / 북위 52.000° 서경 131.033°  | 태평양           | 퀸 샬로트 사운드 |
| 북위 52° 0′ 서경 128° 13′  / 북위 52.000° 서경 128.217° | 캐나다           | 브리티시컬럼비아주 - 헌터섬, 킹섬, 본토 앨버타주 서스캐처원주 매니토바주 - 위니페고시스호, 위니펙호를 지난다. 온타리오주 |
| 북위 52° 0′ 서경 80° 59′  / 북위 52.000° 서경 80.983°   | 제임스만         | |
| 북위 52° 0′ 서경 79° 39′  / 북위 52.000° 서경 79.650°   | 캐나다           | 누나부트 준주 - 찰턴섬, 캐리섬                                                                                           |
| 북위 52° 0′ 서경 79° 12′  / 북위 52.000° 서경 79.200°   | 제임스만         | |
| 북위 52° 0′ 서경 78° 42′  / 북위 52.000° 서경 78.700°   | 캐나다           | 퀘벡주 뉴펀들랜드 래브라도주 퀘벡주 / 뉴펀들랜드 래브라도주 경계 뉴펀들랜드 래브라도주                                   |
| 북위 52° 0′ 서경 55° 52′  / 북위 52.000° 서경 55.867°   | 대서양           | 벨아일 해협 |
| 북위 52° 0′ 서경 55° 18′  / 북위 52.000° 서경 55.300°   | 캐나다           | 뉴펀들랜드 래브라도주 - 벨섬                                                                                             |
| 북위 52° 0′ 서경 55° 16′  / 북위 52.000° 서경 55.267°   | 대서양           | |
| 북위 52° 0′ 서경 10° 13′  / 북위 52.000° 서경 10.217°   | 아일랜드         | |
| 북위 52° 0′ 서경 7° 35′  / 북위 52.000° 서경 7.583°     | 세인트조지 해협  | |
| 북위 52° 0′ 서경 5° 5′  / 북위 52.000° 서경 5.083°      | 영국             | 웨일스 잉글랜드 |

## 각주

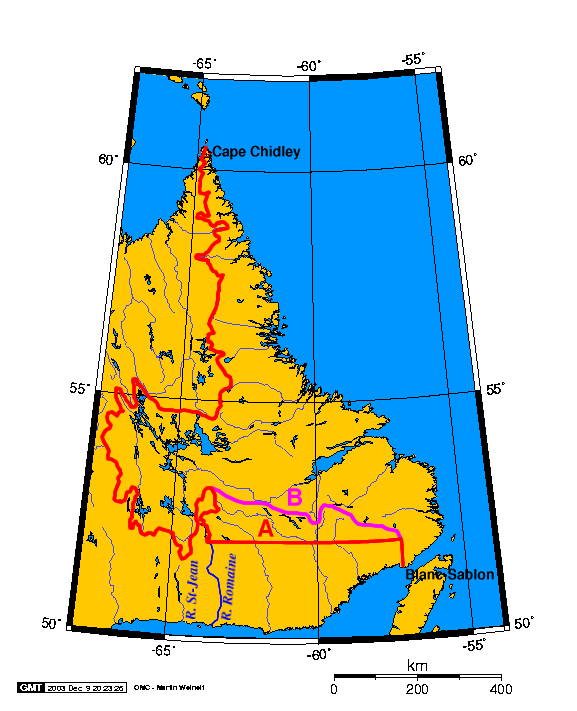
캐나다에서는 북위 52도가 퀘벡주와 뉴펀들랜드 래브라도주의 경계(A의 선)과 이어져 있지만 ケベック州는 그것보다 북쪽의 영역(B의 선)의 잠재적 영유권을 보유하고 있다.

## 같이 보기
- 북위 51도
- 북위 53도